# Орфоэпия башкирского языка
Орфоэпия башкирского языка — совокупность норм башкирского языка, обеспечивающих единство звукового оформления его значимых единиц (морфем, слов, предложений), включающий нормы произношения, ударения и интонации.

## История
Формирование орфоэпии башкирского языка восходит к особенностям произношения общенародного башкирского языка и его диалектов, развивается в речи сэсэнов, сказителей и др.
В 30-е годы XX века складываются основные нормы орфоэпии башкирского литературного языка, отражающие специфику произношения звуков в исконно башкирских словах и заимствованиях, фонетические модификации при комбинаторных изменениях звуков и др.
Впервые нормы орфоэпии башкирского языка разработаны Д. Г. Киекбаевым в его кандидатской диссертации на тему «Орфоэпия башкирского литературного языка» (1948).
В развитии орфоэпии башкирского языка большую роль играют театр, радио и телевидение, пропагандирующие литературное произношение.
В настоящее время проблемами орфоэпии башкирского языка занимается Институт истории, языка и литературы УНЦ РАН в Уфе.

## Нормы и правила
В современном башкирском языке орфоэпия включает правила:
- в арабизмах и фарсизмах звук [и] в конце слов и перед гласным произносится [ий]: «синфи» (классовый) синф[ий] и др.;
- если гласные сочетаются на стыке двух слов, один из них выпадает: «ни эшләй» (что делает) [нишләй] и др.;
- в конце русизмов звонкие согласные [б], [в], [г], [д], [ж], [з] оглушаются: «гипноз» гипно[с], «клуб» клу[п] и др.;
- звук [б] в положении между гласными или после согласных [ҙ], [з], [ж], [й], [р], [л], [ў] произносится [в]: «китабым» (моя книга) кит[авы]м, «яр буйлап» (по берегу) я[рву]йлап и др.; звуки [к], [к] в аналогичных позициях озвончаются: «ишек алды» (двор) иш[ега]лды, «бал ҡорто» (пчела) ба[лғо]рто и др.;
- если слово оканчивается на -зд, -ст, звуки [д], [т] при произнесении слов выпадают: «поезд» пое[з], «текст» тек[с] и др.